# Wrociszów Górny
Wrociszów Górny (niem. Ober Rudelsdorf) – wieś w Polsce położona w województwie dolnośląskim, w powiecie zgorzeleckim, w gminie Sulików.

## Położenie
Wrociszów Górny to mała wieś o układzie okolnicy, leżąca w północnej części Obniżenia Zawidowskiego, na wysokości około 250 m n.p.m.

## Podział administracyjny
W latach 1975–1998 miejscowość administracyjnie należała do województwa jeleniogórskiego.

## Historia
Wrociszów Górny był starą osadą słowiańską, którą przeniesiono na prawo niemieckie najprawdopodobniej przed 1200 rokiem. W 1825 roku we wsi były: 32 domy, dwór i szkoła ewangelicka z nauczycielem. W 1940 roku liczba domów wzrosła do 36, poza tym w miejscowości były: dwór, szkoła, browar, 2 gospody, 14 tkaczy i 5 innych rzemieślników.

Po 1945 roku Wrociszów Górny pozostał małą osadą rolniczą. W 1978 roku były tu 32 gospodarstwa rolne, w 1988 roku ich liczba zmalała do 26.

## Zabytki
W miejscowości zachowało się kilka starych domów pochodzących z XIX i XX wieku, między innymi murowana remiza OSP z początku XX wieku.